# Тернівська сільська рада (Добровеличківський район)
| Тернівська сільська рада — колишній орган місцевого самоврядування у Добровеличківському районі Кіровоградської області з адміністративним центром у с. Тернове. Сільській раді підпорядковані населені пункти: - с. Тернове - с. Новостанкувата |

## Склад ради
Рада складається з 14 депутатів та голови.

### Керівний склад ради
| ПІБ                           | Основні відомості                                                 | Дата обрання | Дата звільнення |
| ----------------------------- | ----------------------------------------------------------------- | ------------ | --------------- |
| Нікітіна Валентина Григорівна | Сільський голова, 1956 року народження, освіта                    | 26.03.2006   | 31.10.2010      |
| Драпак Анатолій Петрович      | Сільський голова, 1963 року народження, освіта вища, безпартійний | 31.10.2010   |                 |

Примітка: таблиця складена за даними джерела

## Населення
Згідно з переписом УРСР 1989 року чисельність наявного населення села становила 610 осіб, з яких 278 чоловіків та 332 жінки.
За переписом населення України 2001 року в селі мешкало 516 осіб.

### Мова
Розподіл населення за рідною мовою за даними перепису 2001 року:
| Мова       | Відсоток |
| ---------- | -------- |
| українська | 92,05 %  |
| молдовська | 4,26 %   |
| російська  | 3,29 %   |
| білоруська | 0,19 %   |
| болгарська | 0,19 %   |